# Edward Platt
Edward Platt (Staten Island, 14 februari 1916 - Santa Monica (Californië), 19 maart 1974) was een Amerikaans acteur.

## Levensloop en carrière
Platt maakte zijn debuut in de musical Allegro op Broadway met zijn bas zangstem. In 1955 acteerde hij in Rebel Without a Cause met James Dean. In 1959 speelde hij tegenover Cary Grant in North by Northwest. Zijn bekendste rol was die van The Chief in de komedieserie Get Smart.
In 1954 huwde Platt met Suzanne Belcher. In 1974 werd Platt dood teruggevonden in zijn flat. Hij liet 4 kinderen na.
- International Standard Name Identifier: 0000 0000 4562 5734
- Library of Congress Control Number: no2002079827
- Nationale Bibliotheek van Israël: 987007347850005171
- SNAC: w6s225z1
- Virtual International Authority File: 16896799
- WorldCat: E39PBJy48qXBCrrWKkkrH3Qwmd